# Karl-Heinz Brehm
Karl-Heinz „Beppo“ Brehm ist ein ehemaliger deutscher Basketballnationalspieler.

## Laufbahn
Brehm bestritt im Juni 1955 die Europameisterschaft in Budapest mit der bundesdeutschen Nationalmannschaft.
Ab den 1950er Jahren prägte und förderte er den Basketballsport beim TV Kirchheimbolanden und in der Pfalz als Spieler, Trainer und Funktionär. 1960 gewann er mit der pfälzischen Landesauswahl die deutsche Meisterschaft der Landesverbände. Mitte der 1950er Jahre spielte Brehm zeitweilig für den Karlsruher SC und kehrte dann nach Kirchheimbolanden zurück.
1978 führte er die C-Jugend des TV Kirchheimbolanden als Trainer zum Gewinn des deutschen Meistertitels.